# Parabuthus qaraaf
Espèce
Parabuthus qaraaf est une espèce de scorpions de la famille des Buthidae.

## Répartition
Cette espèce est endémique de la région Somali en Éthiopie. Elle se rencontre dans les environs de Kebri Dahar.

## Description
Le mâle holotype mesure 76,02 mm et la femelle paratype 97,34 mm.

## Systématique et taxinomie
Cette espèce a été décrite par Kovařík et Elmi en 2025.

## Publication originale
- Kovařík & Elmi, 2025 : « Scorpions of the Horn of Africa (Arachnida: Scorpiones). Part XLII. Parabuthus qaraaf sp. n. from Ethiopia (Buthidae). » Euscorpius, no 419, p. 1-11 (texte intégral).